# تصبحين على خير يا أمي
تصبحين على خير يا أمي (بالإنجليزية: Goodnight Mommy)‏ هو فيلم رعب نفسي أمريكي لعام 2022، من إخراج مات سوبل، وسيناريو كايل وارن، وهو بمثابة إعادة إنتاج للفيلم النمساوي لعام 2014 الذي يحمل نفس الاسم (غودنيت مامي)، الفيلم من بطولة نعومي واتس، وكاميرون ونيكولاس كروفيتي.

## القصة
يصل شقيقان توأمان إلى منزل والدتهما ليكتشفوا وجهها مغطى بالضمادات - وهي نتيجة الجراحة التجميلية الأخيرة، كما توضح لهما، ولكن مع تزايد سلوكها غير المنتظم وغير المعتاد، تتجذر فكرة مرعبة في أذهان الأولاد، وتبدأ الشكوك تنمو داخلهما والشعور أن هناك شيء غامض يحدث لوالدتهم، وان الشخصية هي ليست والدتهم الحقيقية، ويتضح في النهاية أنه لم يكن هناك سوى توأم واحد لأنه قتل شقيقه التوأم، وكان يتعامل مع الصدمة من خلال تخيل أن توأمه لا يزال على قيد الحياة، حيث إن والدته تتصرف بطريقة غامضة، بسبب ابنها الذي يستمر في التفاعل مع أخيه المتوفى ولا تعرف كيف تتأقلم سوى بشرب الخمر والصراخ والتدخين.

## الإصدار
تم إصداره في الولايات المتحدة الذي على أمازون برايم فيديو في 16 سبتمبر 2022.

## الإنتاج
أعلنت مجلة فارايتي في أبريل 2021 عن إعادة إنتاج الفيلم النمساوي الذي تم إصداره عام 2014 الذي يحمل اسم (غودنيت مامي) من قبل بلاي تايم، حيث قامت أنيمال كنغدوم مع استوديوهات أمازون بتطوير الفيلم الذي من إخراج مات سوبل وسيناريو كايل وارن ونعومي واتس. تمت إضافة التوأم كاميرون ونيكولاس كروفيتي إلى فريق التمثيل لاحقاً، مع كل من جيريمي بوب وكريستال لوكاس بيري وبيتر هيرمان.

## روابط خارجية
- تصبحين على خير يا أمي على موقع IMDb (الإنجليزية)
- تصبحين على خير يا أمي على موقع روتن توميتوز (الإنجليزية)
- تصبحين على خير يا أمي على موقع قاعدة بيانات الأفلام العربية
- تصبحين على خير يا أمي على موقع ألو سيني (الفرنسية)
- تصبحين على خير يا أمي على موقع أول موفي (الإنجليزية)
- تصبحين على خير يا أمي على موقع قاعدة بيانات الفيلم (الإنجليزية)
- تصبحين على خير يا أمي على موقع ليتربوكسد (الإنجليزية)
- تصبحين على خير يا أمي على موقع كينوبويسك (الروسية)